# Mesha Sankranti

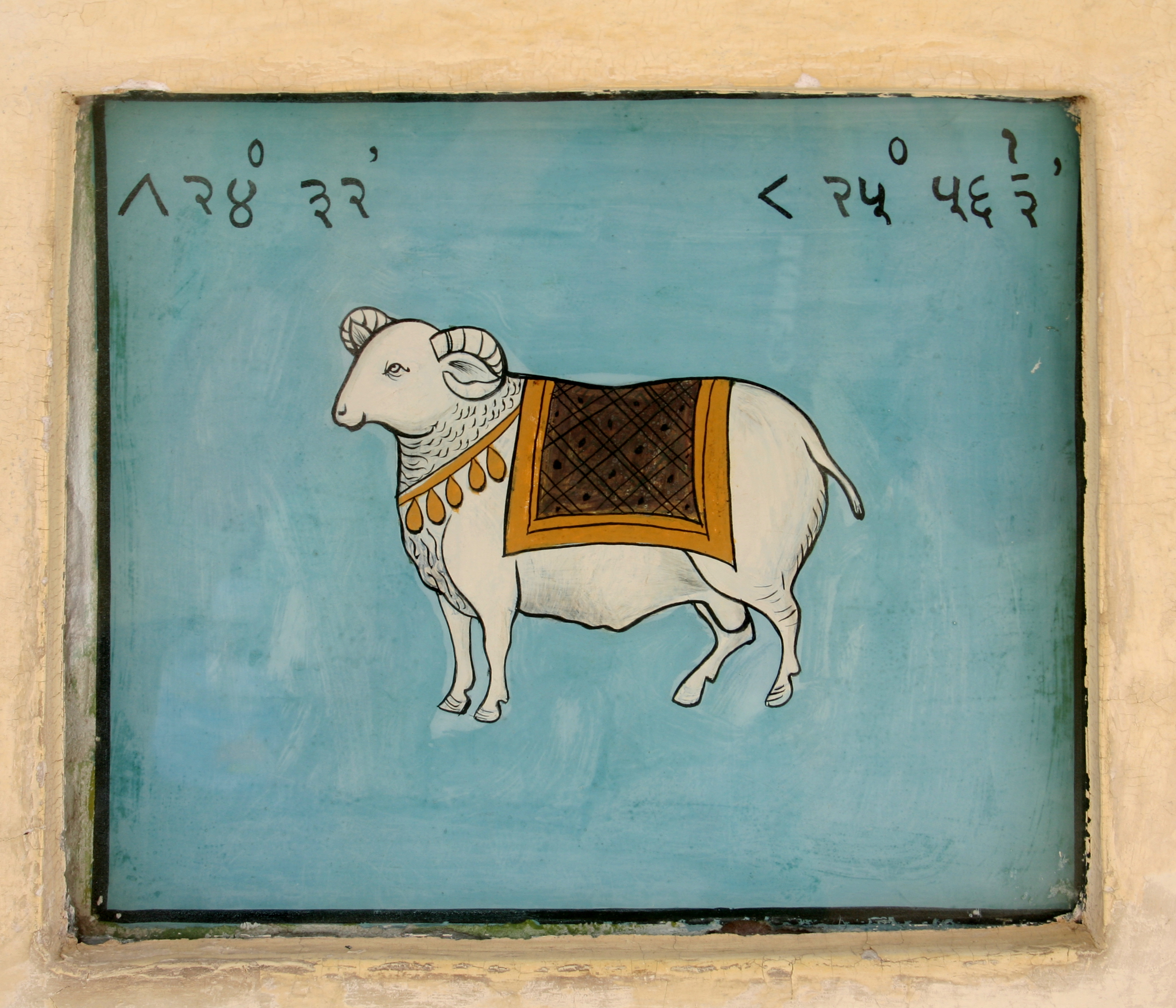
Signe du zodiaque Bélier à Jaipur, Inde

Mesha Sankranti (aussi nommé Mesha Sankramana ou nouvel an solaire hindou) se réfère au premier jour de l'année du cycle solaire, c'est-à-dire au nouvel an solaire du calendrier luni-solaire hindou. Le calendrier hindou a aussi un nouvel an lunaire, religieusement plus important, et tombe à des dates différentes dans les systèmes Amanta et Purinamanta répandus dans le sous-continent indien. L'année du cycle solaire est importante dans les calendriers assamais, Odia, pendjabi, malayalam, tamoul et bengali.
Ce jour correspond à un mouvement solaire spécifique selon les anciens textes sanskrits. Mesha Sankranti est l'un des douze Sankranti du calendrier indien. Ce concept se trouve aussi dans les textes d'astrologie indienne où il fait référence au jour de transition du soleil dans le signe du zodiaque Bélier ,.
Ce jour est important dans les calendriers solaire et luni-solaire suivis sur le sous-continent. Mesha Sankranti tombe le plus souvent le 13 avril, parfois le 14 avril. Cette journée est l'occasion de grandes fêtes hindoues, sikhes et bouddhistes, dont le Vaisakhi et le Vesak sont les plus connus ,,.
Il est lié aux festivals équivalents du Nouvel An fondé sur le calendrier bouddhiste, en Thaïlande, au Laos, au Cambodge, au Myanmar, au Sri Lanka, dans certaines régions du nord-est de l'Inde, certaines régions du Vietnam et du Xishuangbanna, en Chine ; collectivement nommé Songkran.

## Étymologie
L'expression Mesha Sankranti se compose de deux mots sanskrits. Sankranti a pour signification littérale "aller d'un endroit à un autre, transferer, changer de cap, entrer dans" notamment dans le contexte du soleil ou des planètes, tandis que Mesha signifie mouton ou constellation du Bélier . Le terme Mesha Sankranti s'inspire de textes du Vedanga, Jyotisha, et des textes ultérieurs tels que le Surya Siddhanta.

## Observance
Plusieurs calendriers régionaux comptent deux éléments : lunaire et solaire. L'élément lunaire est fondé sur le mouvement de la lune et compte chaque mois de la nouvelle lune à la nouvelle lune, de la pleine lune à la pleine lune ou du lendemain de la pleine lune à la prochaine pleine lune. L'élément lunaire fonde les calendriers religieux et commence l'année à Chaitra . Plusieurs régions commencent la nouvelle année locale avec le début du calendrier lunaire : Gudi Padwa au Maharashtra et à Goa ; Cheti Chand pour les hindous Sindhi  et Navreh pour les hindous du Cachemire. Au Gujarat, l'année régionale commence avec le mois lunaire de Kartika après Diwali .
L'élément solaire des calendriers luni-solaires commence l'année à Mesha Sankranti. Ce jour est observé par à travers l'Inde, même dans les régions qui commencent la nouvelle année en utilisant le calendrier lunaire. Cependant, les habitants de certaines régions commencent aussi la nouvelle année régionale lors de Mesha Sankranti.